# Paul Scheerbart
Paul Carl Wilhelm Scheerbart, född 8 januari 1863 i Danzig (nuvarande Gdańsk), död 15 oktober 1915 i Berlin, var en tysk författare av romaner, pjäser och dikter, men även konstkritiker, uppfinnare och illustratör.

## Verksamhet
Paul Scheerbart började 1885 läsa filosofi och konsthistoria. Från 1887 bodde han i Berlin i egenskap av diktare och gjorde sina första försök att uppfinna perpetuum mobile. 1892 grundade han ett förlag för tyskspråkiga "fantaster" eller författare av fantastik, "Verlag deutscher Phantasten". 

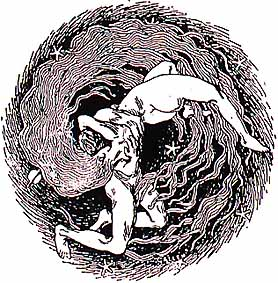
Akseli Gallen-Kallelas slutvinjett till Paul Scheerbarts dikt Königslied i Bierbaums och Dehmels tidskrift Pan. Berlin 1895.

Under hela sitt liv hade han ekonomiska problem. Efter diverse publiceringar, bland annat i den anarkistiska veckotidskriften Kampf, fick han med romanen Die große Revolution, som utkom 1902 på det nygrundade Insel Verlag, ett erkännande i litterära kretsar men utan att nå några försäljningssiffror att tala om.  Den unge Ernst Rowohlt utgav 1909 Scheerbarts uppsluppna diktsamling Katerpoesie  som en av bokförlaget Rowohlts första böcker.
Scheerbarts fantasifulla uppsatser om glasarkitektur påverkade unga arkitekter som Bruno Taut, men även Walter Benjamin i det verk som kallas Passagearbetet. Benjamin skrev redan 1917 en uppskattande essä om boken Lesabéndio, som i likhet med flera andra av Scheerbarts verk utspelar sig på främmande planeter.
Till hans dryckeskamrater i Berlin hörde Erich Mühsam, som ägnade ett kapitel åt Scheerbart i boken Unpolitische Erinnerungen. Scheerbart var för övrigt nära vän med Richard Dehmel. Hans idéer om teaterkonsten sägs ha haft ett visst inflytande på fransmannen Alfred Jarry.

## Verk

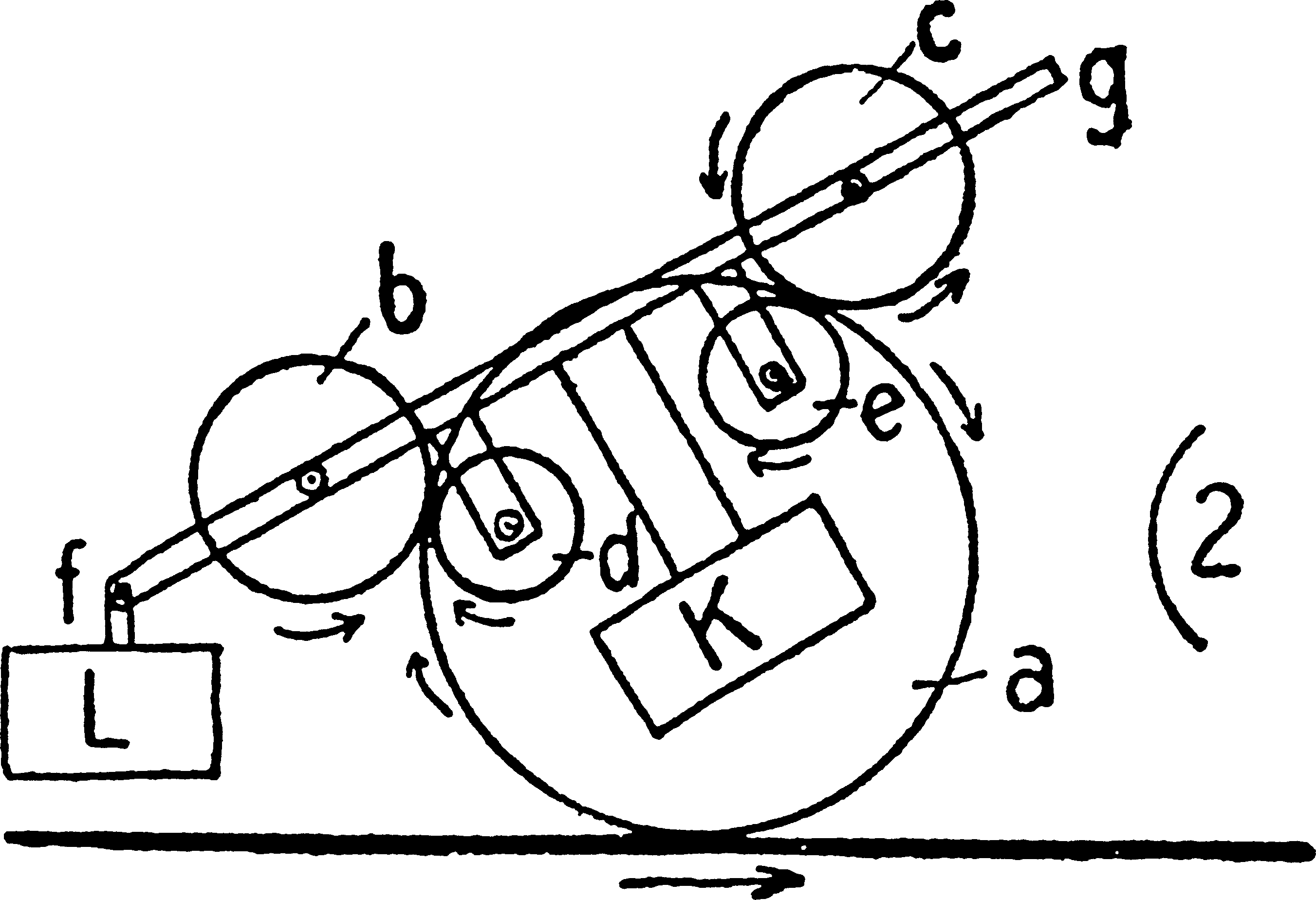
Ritning av Paul Scheerbart. Ur Perpetuum mobile (1910).

Micky Remann, en nutida tysk föreläsare i ämnet, själv benämnd "ordakrobat", har försökt sammanfatta Paul Scheerbart med orden "det arkitektur-litterära avantgardets pre-psykedeliska perpetuum mobile" . Scheerbart finns på svenska sedan 2017 med boken Glasarkitektur. Sven-Olov Wallenstein introducerade då hans tankar i detta ämne, tillsammans med brev av arkitekten Bruno Taut och Walter Benjamins uppsats Erfahrung und Armut.

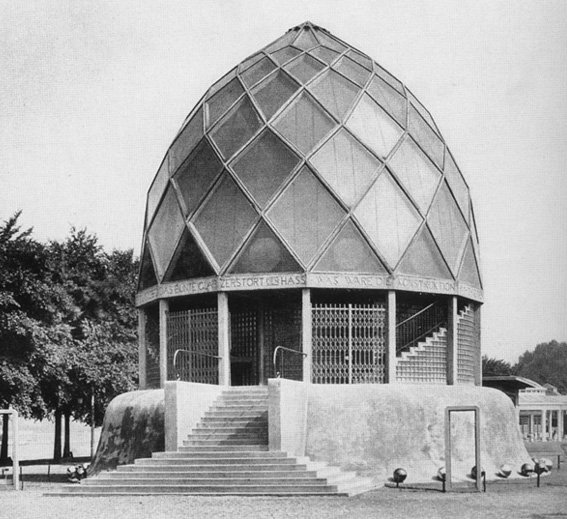
Bruno Taut tillägnade Paul Scheerbart detta formgivna glashus vid Deutscher Werkbunds utställning Industrielle Formgebung i Köln 1914.

### Boktitlar (urval)
- Die Große Revolution: Ein Mondroman (1902, 2010) ISBN 9781161258714
- Revolutionäre Theater-Bibliothek (6 band, 1904)
- Jenseits-Galerie (1907) (Mapp med 10 blad teckningar).
- Kater-Poesie (Rowohlt, 1909)
- Die Entwicklung des Luftmilitarismus und die Auflösung der europäischen Land-Heere, Festungen und Seeflotten. Eine Flugschrift (1909)
- Das Perpetuum mobile. Die Geschichte einer Erfindung (1910) (Innehåller folder med 26 tekniska ritningar).
- Lesabéndio. Ein Asteroiden-Roman (Med 14 teckningar av Alfred Kubin) (1913)
- Das graue Tuch und zehn Prozent Weiß. Ein Damenroman (1914)
  - The Grey Cloth: A Novel on Glass Architecture (2001)
- Glasarchitektur (Verlag Der Sturm, Berlin 1914)
  - Glasarkitektur, med bidrag av Bruno Taut och Walter Benjamin ; introduktion, översättning, urval och efterord Sven-Olov Wallenstein. (Stockholm : Bokförlaget Faethon, 2017)
- Die Mopsiade (1920). Dikter postumt utgivna.[9]